# Цивка, Томаш
То́маш Во́йцех Ци́вка (пол. Tomasz Wojciech Cywka; 27 июня 1988, Гливице) — польский футболист, полузащитник.

## Клубная карьера
Родился 27 июня 1988 года в городе Гливице, Силезское воеводство. Воспитанник юношеских команд футбольных клубов «Напжод» (Вешова), «Полония» (Бытом), «Зантка» (Хожув). В 2006 году был одним из ведущих игроков югошеской команды «Гурника» (Забже), который выиграл юношескую Экстракласу.
После недельного просмотра в «Уиган Атлетик», в июле 2006 года представитель Премьер-лиги выкупил у «Гурника» (Забже) талантливого поляка и подписал с ним 3-летний контракт. Дебютировал за новую команду в сентябре 2006 года, выйдя на замену в поединке Кубка лиги против «Кру Александра».
В октябре 2006 года выступал в аренде за «Олдем Атлетик» из Первой лиги, в футболке которого 4 раза выходил на поле со скамейки запасных.
Свой второй поединок за «Уиган» сыграл в январе 2009 года в рамках Кубка ФА против «Тоттенхэм Хотспур», выйдя на поле на 74-й минуте. В феврале 2009 года Стив Брюс предположил, что Цивка находится на грани попадания в первую команду, однако в следующем месяце Томаш разорвал коленные связи, из-за чего выбыл до завершения сезона.
25 марта 2010 года Цивко перешёл в аренду до завершения сезона в «Дерби Каунти» из английского Чемпионшипа. Дебютировал за «Дерби» в конце проигранного поединка против «Ипсвича», после чего сыграл в последних четырёх матчах сезона. В апреле главный тренер «Каунти» Найджел Клаф начал переговоры о том, чтобы Томаш остался на Прайд Парк Стедиум в следующем сезоне. 25 мая было объявлено, что 1 июля Томаш, уже будучи свободным агентом, подпишет 2-летний контракт с «Дерби». Этому поспособствовал и тот факт, что «Уиган» отказался продолжать соглашение с поляком, поскольку места в первой команде для него уже не было.
Цивко сыграл в матче-открытии сезона 2010/11, на выезде против «Лидс Юнайтед», в котором «Ремс» победили со счётом 2:1. Дебютный гол за команду отличился в субботу 14 августа 2010 года в проигранном (1:2) домашнем поединке против «Кардифф Сити». В этом поединке получил перелом скулы. Однако быстро вернулся на футбольное поле, а 30 октября 2010 года в победном (4:1) поединке против «Уотфорда» отметился своим вторым и третьим голом за «Каунти», благодаря чему попал в Команду недели Чемпионшипа. Цивка снова вышел в стартовом матче против «Портсмута» на Прайд Парк и заработал пенальти после того, как в штрафной соперника против него нарушили правила, Робби Саваж точным ударом открыл счет, а «Ремс» одержали победу со счётом 2:0. Четвёртым голом в футболке «Дерби» отличился на 5-й минуте победного (3:2) поединка против «Сканторп Юнайтед».
5 февраля 2011 года главный тренер «Дерби» Найджел Клаф открыто раскритиковал Томаша за потерянный мяч в конце игры, из-за которого «Портсмут» сумел вырвать ничью (1:1). Клаф сказал о Цивке: «Он чрезвычайно неопытный и не очень яркий футболист… он может вернуться в „Уиган“ или откуда бы он ни пришел — я не очень [об этом] беспокоюсь — пока он не научится играть». Этот инцидент заставил руководителя ПФА Гордона Тейлора к критике Клофа, он отметил: «Не может уместно критиковать собственную команду так публично. Мы разберёмся… по другому это смотрится бесперспективной ситуацией». Несмотря на критику за матч с «Портсмутом» Томаш сыграл ещё 6 матчей, прежде чем вынужден был пропустить оставшийся сезон из-за травмы колена.
Цивка находился вне игры в то время, как в начале сезона 2011/12 «Дерби» продемонстрировал лучший результат более чем за 100 лет. Впервые в новом сезоне вышел лишь в 7-м поединке «Каунти», на выезде против «Ноттингем Форест», однако через четыре минуты после выхода на поле был заменён, поскольку с поля был удален Фрэнк Филдинг и команде нужен был вратарь. После трёх выходов на поле в конце матча, в 12-м матче сезона Томаш снова вышел в стартовом составе, на выезде против «Рединга», когда из-за травм в распоряжении «Дерби» осталось всего два нападающих, Томаш Цивка и Тео Робинсон. На 75-й минуте матча Томаш вывел «Дерби» вперёд (2:1), однако матч в конце концов завершился вничью (2:2). После ряда неудачных матчей и потери места в первой команде Цивка сообщил тренеру «Дерби» Найджелу Клафу, что в январе 2012 года хочет покинуть клуб свободным агентом. После этого появилось сообщение, что переход в польский клуб сорвался, как впоследствии выяснилось это был лидер польской Экстраклясы «Шлёнск».
26 января 2012 года Томаш Цивка перешёл свободным агентом в «Рединг», подписав с клубом контракт до завершения сезона. В команде выбрал себе футболку под 41-м номером. Дебютировал за новую команду в победном (1:0) домашнем поединке против «Бристоль Сити», при этом реализовал пенальти. Также сыграл последние 20 минут домашнего матча против «Ковентри Сити», отличился поразительным первым приёмом и дриблингом. Во время выступлений за «Рединг» получил золотые медали Чемпионшипа. 2 мая 2002 года «Рединг» объявил, что Томаш покинет расположение клуба.
6 июня 2012 года Цивко подписал 1-летний контракт с другим представителем Чемпионшипа, «Барнсли». 21 августа 2012 года отличился голом в проигранном (1:3) поединке против «Вулверхэмптон». 20 октября 2012 года во второй раз вышел на поле в футболке «Барнсли», в победном (1:0) поединке на «Велли» против «Чарльтон Атлетик». Третьим голом за «красных» отличился в проигранном (3:5) поединке против «Бристоль Сити». В сентябре того же года отличился голом в воротах «Ноттингем Форест» после удара со штрафного с расстояния почти 40 метров.
28 июля 2014 года после неудачного просмотра в «Чарльтон Атлетик», подписал 1-летний контракт с «Блэкпулом». Дебютировал за новую команду 9 августа, отличился дебютным голом за «Блэкпул» 16 августа 2014 года в проигранном поединке против «Блэкберн Роверс».
26 ноября 2014 года Цивку отдали в аренду в «Рочдейл» до 3 января 2015 года. Сыграл 3 матча в составе этой команды в национальном чемпионате, а «Рочдейл» по итогам сезона занял 8-е место.
В мае 2015 года «Блэкпул» предоставил Томашу статус свободного агента.
3 июня 2015 года заключил 3-летний контракт с клубом «Висла» (Краков). Этот договор не был продлён. Ещё до его завершения появилась информация, что Цивка станет игроком познаньского «Леха».
13 января 2018 года подписал 2-летний контракт с познаньским «Лехом». Дебютировал за новую команду 12 июля 2018 года в первом квалификационном раунде Лиги Европы против «Гандзасар» (Капан).

## Карьера в сборной
Выступал в юношеских сборных Польши разных возрастов. Участник юношеского чемпионата Европы (U-19) в 2006 году.
С 2007 года привлекался в состав молодёжной сборной Польши. Участник молодёжного чемпионата мира в 2007 году. На молодёжном уровне сыграл в шести официальных матчах.

## Достижения
«Рединг»
- Победитель Чемпионшипа: 2011/12